# غرايم بارو
غرايم بارو (بالإنجليزية: Graeme Barrow)‏ هو كاتب نيوزلندي وأسترالي، ولد في 16 يونيو 1936 في غرايموث في نيوزيلندا، وتوفي في 15 مايو 2017.